# Henri Kellen
Henri Kellen (7 de abril de 1927 — 27 de agosto de 1950) foi um ciclista luxemburguês.
Participou nos Jogos Olímpicos de 1948, realizados em Londres, Grã-Bretanha, onde competiu na prova individual e por equipes do ciclismo de estrada. Não conseguiu terminar em ambas as corridas.